# Kascha Papillon
| Kascha Papillon                           | Kascha Papillon                           |
| Kattints az alábbi külső linkek egyikére! | Kattints az alábbi külső linkek egyikére! |
| ----------------------------------------- | ----------------------------------------- |
| Nem található szabad kép.(?)              |                                           |
| külső link · jogvédett                    | Kascha plakátképe                         |

Kascha Papillon (művésznevén Kascha, született Allison Kainoaani Chow) (Mililani, Hawaii, 1967. december 8. –) amerikai fotómodell, címlaplány, táncosnő, filmszínésznő, pornószínésznő (1987–1994 között).

## Pályája
Allison Kainoaani Chow Hawaii-n született, 1984-ben elvégezte a wahiawai Leileihua középiskolát. Versenyszerűen teniszezett, de egy sportsérülés miatt fel kellett adnia nagy álmát, a profi versenyzői karriert.
Egyéni, ázsiai jellegű arcvonásai és kisportolt teste vonzotta a fotósokat. Vonzó testi adottságait kihasználva sikeres fotómodell lett. Felvette a Kascha művésznévet. Erotikus fényképei megjelentek számos amerikai és nemzetközi szexmagazinban (Penthouse, Hustler, Juggs, High Society, Leg Show, stb.)
1985-ben és 1989-ben Kascha szerepet kapott két mozifilmben (B-filmekben), Alison LePriol művésznéven. 1985-ben a Caged Fury c. filmben, amely női börtönből való szökésről szólt, főszerepet játszott. 1989-ben a Fortress of Amerikkka c, akcióvígjátékban is szerepelt, mint Elizabeth. 1991-ben a hivatásos szexmodellekről szóló Confessions of Professional Centerfolds c. „dokumentumfilmben” ugyancsak Alison LePriol néven tűnt fel.
Az 1980-as évek végén, a „pornó aranykorának” nevezett (utólag idealizált) időszak utolsó éveiben férjhez ment Antoine Dijon francia színészhez (*1958), aki François Papillon álnéven a pornóiparban is működött. 1988-ban férje oldalán Kascha belépett a pornóiparba. Több tucat szoft és kemény pornófilmben szerepelt. A legtöbb pornószínésznővel ellentétben Kascha „munkásságának” különlegessége, hogy a kétszemélyes szexjelenetekben kizárólag férjével, François-val közösen látható, más partnerrel nem forgatott.
Pornófilmes karrierjét 1987-ben, 20 éves korában kezdte,
a Girls of the Double D 7 és az Introducing Kascha c. filmekben. A Penthouse 1988 augusztusi számában nagyobb fotósorozata jelent meg, amelyet a jónevű sztárfotós, Suze Randall fényképezett. A Hustler 1989 novemberi számának címlapján Kascha fotója szerepelt. 
A High Society magazin 1988 júliusi számának címlapján is Kascha fotója szerepelt (fényképezte Suze Randall). Ugyancsak címlapra került a Leg Show 1988 szeptemberi, a Juggs 1990 februári számában, és a High Society 20. Very Best különszámában. Szerepelt a Girls of Penthouse 1991 július–augusztusi, Earl Miller sztárfotós által készített számában. Minőségi szexfotói segítették pornófilmes karrierjét.
Több, mint 30 pornófilmben szerepelt – szólóban vagy férjével, François-val együtt. Nevét hívószóként több filmjének címébe is felvették (Educating Kascha, From Kascha with Love, Kascha and Friends). 1988–89-ben Kascha szerept kapott a Ron Jeremy által rendezett Hawaii Vice egzotikus pornófilm-sorozat mind a 8 filmjében. 
1994-ben visszavonult az aktív filmezéstől.
A szívsajtó sok találgatást közölt Kascha lehetséges származásáról (általában félig kínainak, félig svédnek írták, kelet-ázsiai arcvonásaival kontrasztban álló világító szőke hajszíne és dús idomai alapján). Egy 2002-ben megjelent könyvben ő maga úgy nyilatkozott, felmenői kínaiak. Kascha azon kevés pornószínésznők egyike, akik egész karrierjük során egyetlen partnerrel léptek fel. A vállára tetovált pillangóról (franciául: papillon) úgy tartják, a férjéhez való ragaszkodás jelképeként viseli.
Pornószínésznői karrierjének évei során Kascha kétszer végeztetett mellnagyobbító műtétet, testsúlya a kezdeti karcsúról (48 kg-osról) teltebb, 58 kg-osra nőtt. Az első pornószínésznők közé tartozott, akik mell-implantátumot használtak kereskedelmi vonzerejük növelésére (bár a sajtó ezzel kapcsolatos első érdeklődéseire még igyekezett ezt tagadni, mondván „azért nagyobbak mostanában a kebleim, mert autóbalesetem volt, és odavertem őket a műszerfalhoz.”
Neve legutóbb 2007 augusztusában tűnt fel, amikor a CDI Digital kiadó Totally Kascha cím alatt kiadta régi filmfelvételeinek válogatását, több, korábban nem látható jelenettel kiegészítve.

## Filmszerepei
Mainstream filmek
- 1989: Caged Fury (szőke szökevény), (Alison LePriol néven)
- 1989: Fortress of Amerikkka (Elizabeth), (Alison LePriol néven)
- 1991: Confessions of Professional Centerfolds, (Alison LePriol néven)

Pornófilmek (kivonat)
- 1987: Girls of the Double D, 5, 7, 8. rész
- 1987: Fatal Seduction
- 1988: Kascha & Friends
- 1988: Introducing Kascha
- 1988: Girls of Treasure Island
- 1988: From Kascha, with Love
- 1988: Charlie's Girls
- 1988: Backdoor to Hollywood, 5, 6. rész
- 1989: Kascha’s Days & Nights
- 1989: Kascha at Her Best
- 1989: Hawaii Vice 1–8. rész
- 1990: Best of Kascha
- 1990: Backdoor to Hollywood, 14. rész